# Battle of Armagideon (Millionaire Liquidator-album)
A Battle Of Armagideon (Millionaire Liquidator) egy 1986-os lemez Lee Perrytől.

## Számok
1. Introducing Myself (4:19)
2. Drum Song (4:42)
3. Grooving (4:41)
4. All Things Are Possible (2:33)
5. Show Me That River (4:15)
6. Time Marches On (:49)
7. I Am a Madman (5:49)
8. The Joker (3:37)
9. Happy Birthday (5:11)
10. Sexy Lady (3:17)
11. Time Marches On (4:21)

## Előadók
- basszusgitár – Spike
- dob – Peng
- hangmérnök – Jerry Tilley
- gitár [Lead Guitar] – Tarlok Mann
- ritmusgitár, szintetizátor – Mark Downie
- zongora, szintetizátor – Russ Cummings
- producer – Patrick Meads
- producer, mix – Lee 'Scratch' Perry
- altszaxofon  – Lloyd Clarke
- harsona – Trevor Jones
- vokál, ütősök, harmonika – Lee 'Scratch' Perry